# Yairu Zangbo
Der Yairu Zangbo (tibet. གཡསརུ་གཙང་པོ་ Wylie:  g.yas-ru gtsang-po; auch: Yeru Tsangpo, chinesisch 叶如藏布, Pinyin Yèrú Zàngbù, früher auch 崖鲁臧博,  Yálǔ Zāngbó/Yáilǔ Zāngbó u. ä.; nicht zu verwechseln mit dem Yarlung Zangbo) ist ein Fluss im Autonomen Gebiet Tibet der Volksrepublik China.
Er entspringt im Westen des Kreises Gamba der Stadt Xigazê, fließt nach Westen durch die Gemeinden Sar und Gyangkar im Kreis Dinggyê und mündet dann in den Bum Chu (tib.: བུམ་ཆུ་ bum chu, offiz. Pum Qu, chinesisch 朋曲, Pinyin Péngqǔ), den Oberlauf des Arun, der die Grenze zwischen den Kreisen Dinggyê und Tingri bildet, nach Nepal fließt und über den Koshi in den Ganges mündet. Kurz vor der Mündung in den Bum Chu mündet von rechts ein chinesisch Quqiang Zangbu genannter Fluss ein; der gemeinsame Flusslauf von diesem Zusammenfluss bis zur Mündung in den Bum Chu heißt auf Chinesisch Xielin Zangbu (协林藏布).